# 長頜珍燈魚
長頜珍灯鱼（学名：Lampanyctus intricarius）为輻鰭魚綱燈籠魚目灯笼鱼科的其中一種。分布于全球三大洋海域，為深海魚類，棲息深度可達40-750公尺，體長可達20公分。

## 扩展阅读
維基物種上的相關：長頜珍灯鱼